# 97식 자동포
97식 자동포(일본어: 九七式自動砲 규나나시키 지도호[*])는 일본 제국이 1937년에 채용하여 1937년부터 중일 전쟁, 제2차 세계 대전동안 사용한 20 mm 대전차소총이다. 1935년에 개발되었으며 가스 작동식의 반자동화기로 빠른 발사속도를 가지고, 기본적인 구조는 이듬해에 채용된 98식 기관포과 같다. 무게는 약 60 kg로 매우 무거워 장비를 운반하는데 1문당 10명의 병사가 필요하다.
350 m에서 30 mm, 700 m 에서는 20 mm를 뚫을 정도의 관통력을 지녔는데, 전쟁 후기에는 전차의 장갑이 점차 두터워짐에 따라 전차에 대한 저지력을 점차 잃어갔으나, 여전히 장갑차와 같이 경장비에는 효과적이었다. 약 400정 정도만이 생산되었다.

## 파생
일본 본토가 아닌 야전에서 자동화 개조를 거쳤다. 대공용 기관포와 폭격기의 터렛으로도 쓰였는데, 33kg에 분당 400발을 발사하는 Ho-1로 명명되어 쓰이다가, 드럼 탄창에서 탄약을 급탄받고 분당 300발을 쏘는 43kg의 Ho-3으로 개량되었다. 이 두가지 자동화 파생 무기는 Ho-5로 통합 대체되었다.

## 같이 보기
- 라흐티 L-39
- 덱탸료프 대전차소총
- PTRS-41